# 肉铺街

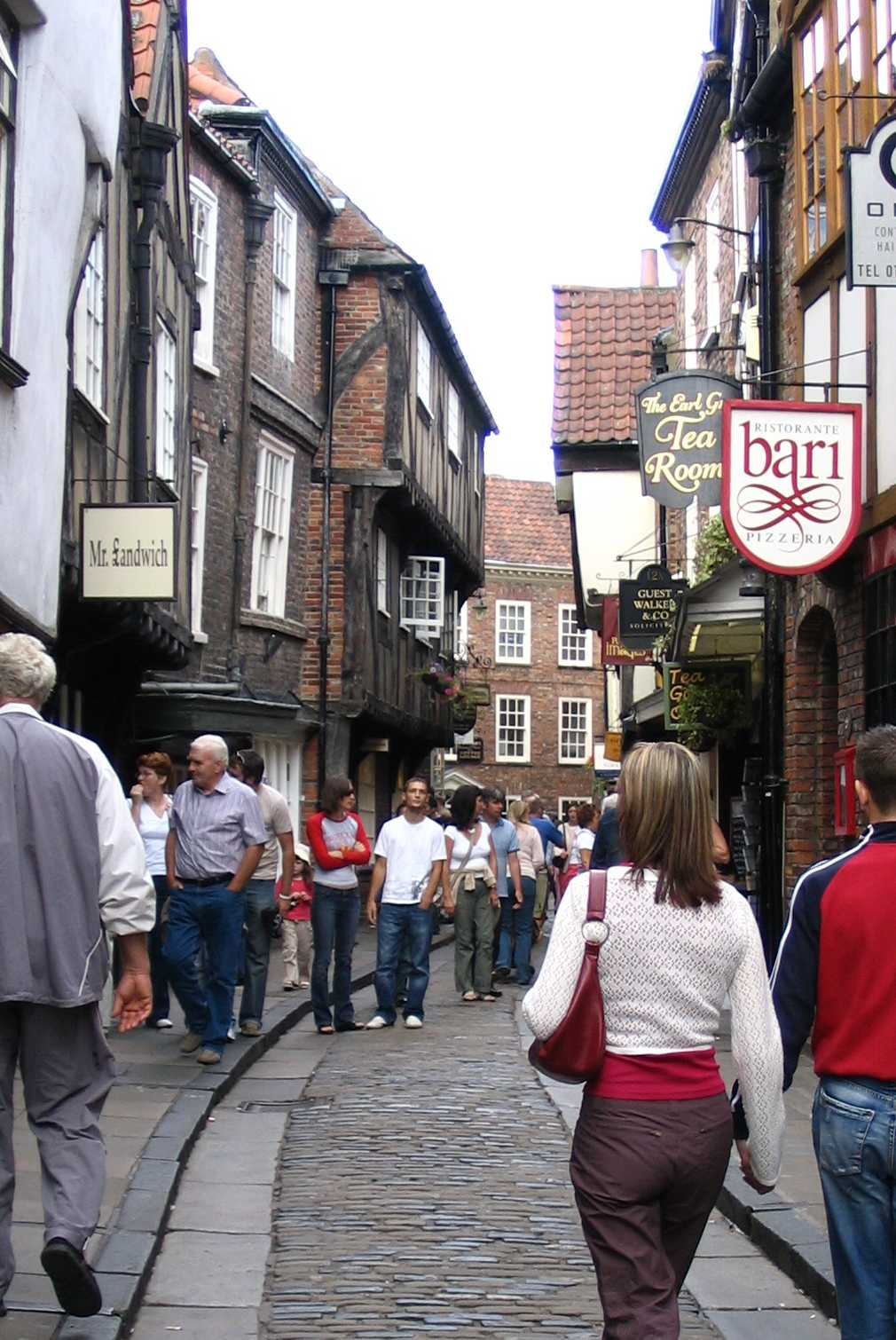
肉铺街，现在是一个热门的旅游目的地

肉铺街（The Shambles）是英格兰约克一条古老的街道，两旁是木筋墙房屋，一些最早的可以追溯到14世纪。

## 历史
肉铺是一个过时的术语，意为露天的屠宰场、肉市场。街道的名称表明此处原为屠宰动物和出售肉类的地点。在此期间，没有卫生设施或今天的卫生法律，内脏和血被扔进街道或空地中间的排水沟。
虽然屠夫现在已经消失了，但是街上的一些商店仍然有肉钩挂在外面，展示货架上的肉。这些商店包括小餐馆和纪念品商店，但也有一个书店和一家面包店。

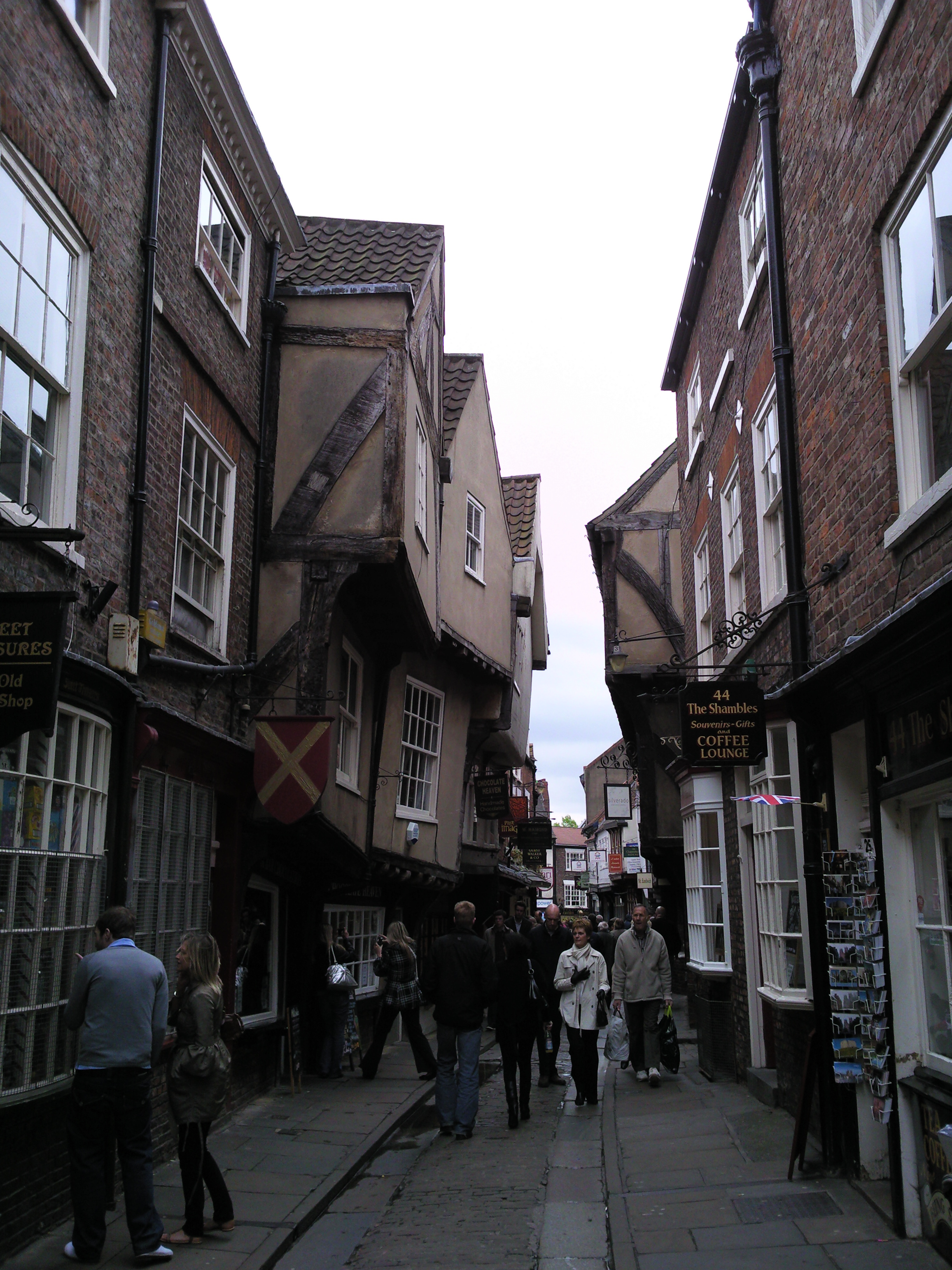